# Ecce homo (film, 1969)
Pour les articles homonymes, voir Ecce homo.
Pour plus de détails, voir Fiche technique et Distribution.
Ecce homo est un film italien de Bruno Gaburro sorti en 1969.

## Synopsis
Après un hiver nucléaire, un homme nommé Jean, une femme du nom d'Anna et leur fils Patrick tentent de survivre au bord de la mer dans une existence austère et primitive. Jean a été contaminé par la radioactivité qui ont marqué son corps et l'a rendu impuissant.
Un jour, deux autres survivants arrivent. Ils voient dans Anna la possibilité de repeupler la terre et de créer une nouvelle civilisation. La femme cède à l'homme le plus fort, qui tue son mari dans une lutte inégale. L'autre est expulsé de la communauté pour qu'il ne lui fasse pas concurrence. Mais l'épreuve de force finale voit aussi la disparition de l'homme qui est devenu le nouveau partenaire d'Anna. Elle préférera se tuer plutôt que d'engendrer un fils pour perpétuer une lignée qui redécouvre déjà ses anciens mauvais instincts et un penchant irrépressible pour la destruction.

## Fiche technique
- Titre original italien : Ecce homo ou I sopravvissuti[1]
- Réalisation : Bruno Gaburro
- Scénario : Bruno Gaburro, Giacomo Gramegna
- Photographie : Marcello Masciocchi
- Montage : Renato Cinquini (it)
- Musique : Ennio Morricone
- Production : Pier Luigi Torri
- Sociétés de production : GI Film
- Pays de production :  Italie
- Langues originales : italien
- Format : Couleur • 2,35:1 • 35 mm
- Durée : 99 minutes (1 h 39)
- Genre : Science-fiction post-apocalyptique
- Dates de sortie :
  - Italie : 29 mai 1969 (Milan)

## Distribution
- Philippe Leroy : Jean
- Irène Papas : Anna
- Gabriele Tinti : Len
- Frank Wolff : Quentin
- Marco Stefanelli (it) : le petit Patrick